# Ignacio Garralda
Ignacio Garralda (Madrid, 1951) es un directivo español, presidente y consejero delegado de Mutua Madrileña desde 2008.

## Biografía

### Formación
Licenciado en Derecho por la Universidad Complutense, a lo largo de su trayectoria profesional, ha sido Agente de Cambio y Bolsa, notario en excedencia, presidente de Bancoval y fundador y vicepresidente de AB Asesores Bursátiles. Ingresó por oposición al Cuerpo de Corredores Colegiados de Comercio en 1976.

### Bancoval, AB Asesores Bursátiles y Fundación Lealtad
Ignacio Garralda comenzó su carrera profesional como agente de cambio y bolsa. Fue presidente de Bancoval y posteriormente, en 1984,  junto con Salvador García-Atance y Pedro Guerrero, fundó AB Asesores Bursátiles, la primera empresa independiente de bancos y cajas que se dedicó al análisis y a la intermediación financiera en España. En 1999 fue vendida a Morgan Stanley.
En 2001, Ignacio Garralda, de nuevo junto a Salvador García-Atance, puso en marcha la Fundación Lealtad, una entidad sin ánimo de lucro cuya misión es analizar la transparencia y buenas prácticas de las ONG para facilitar las donaciones y apoyar el desarrollo del Tercer Sector en España.

## Trayectoria en Mutua Madrileña
En 2002 entra en el Consejo de Administración de Mutua Madrileña, en 2005 es nombrado vicepresidente, y en enero de 2008 asume la Presidencia Ejecutiva del grupo asegurador y de su Fundación.
Desde 2008 el Grupo Mutua ha multiplicado por cuatro el número de asegurados, hasta superar los 20 millones, ha duplicado los ingresos hasta superar en 2023 los 8.000 millones de euros y ha diversificado su presencia geográfica por diferentes canales y productos.
Bajo el liderazgo de Ignacio Garralda, Mutua ha fortalecido importantes alianzas estratégicas.
En 2011, Mutua Madrileña compra el 50% de Segurcaixa Adeslas, la compañía de seguros ‘No Vida’ de Caixabank. En 2021 cierra un acuerdo con El Corte Inglés que implica la compra del 50,01% de cada una de las dos sociedades que desarrollan la actividad aseguradora de El Corte Inglés: SECI y CESS y, por otro lado, la adquisición del 8% del capital de El Corte Inglés. 
En cuanto a diversificación geográfica, con Ignacio Garralda, Mutua Madrileña ha expandido su negocio de manera internacional, en 2016 su expansión con la compra del 40% de la aseguradora chilena Bci Seguros, porcentaje de participación que se elevó en 2020 hasta alcanzar el 60%. Ese mismo año, la compañía compra el 45% de la aseguradora colombiana Seguros del Estado.
Desde 2008, Garralda también es presidente de la Fundación Mutua Madrileña, entidad española sin animo de lucro, creada en 2003 por Mutua Madrileña.

## Otros cargos
Además de sus cargos en Mutua Madrileña, Ignacio Garralda es consejero de El Corte Inglés en representación de Mutua Madrileña y consejero de Endesa. Es vicepresidente primero de Bolsas y Mercados Españoles (BME)
Forma parte del consejo de administración de Caixabank, en representación de Mutua Madrileña, segundo accionista del banco con un 2,13% del capital (abril de 2017).
Otros cargos más relevantes son los siguientes:
- Vicepresidente de Fundación Lealtad (desde 2001).[19]
- Patrono del Museo y Fundación Reina Sofía (desde 2013).
- Patrono de la Fundación Teatro Real (desde 2013).
- Patrono de la Fundación de Ayuda contra la Drogadicción.[20]
- Patrono de la Fundación Princesa de Asturias.[21]
- Patrono de la Real Academia Española (RAE).[22]
- Patrono de la Real Academia de Historia (RAH).[23]

## Premios y reconocimientos
- Premio AED al Directivo del año (2012).[24]
- Premio Aster a la Trayectoria Profesional, que concede la Escuela de Negocios ESIC Business & Marketing School (2012).[25]
- Líder más valorado del sector seguros, según Merco Líderes (2015).[26]
- Premio Ecofin al Financiero del año (2019).[27]
- Premio Forbes a la Filantropía (2019).[28]
- Directivo más innovador por el diario Cinco Días (2022)[29]
- Mejor Empresario del Año por la revista Actualidad Económica (2023)[30]
- Académico de Honor de la Real Academia de Ciencias Económicas y Financieras (2023).[31]
- Premio Empresario del Año por El Periódico de España del Grupo Prensa Ibérica (2025). [32]

## Información de interés
- Intervención en Liderando en Positivo, programa de la Confederación Española de Ejecutivos y Directivos
- Ignacio Garralda impulsa el crecimiento digital de Mutua
- Entrevista a Ignacio Garralda en la revista Valores de KPMG.